# Vesel Limaj
Vesel Limaj (* 1. Dezember 1996 in Freising) ist ein deutscher Fußballspieler kosovarischer Abstammung.

## Karriere
In der Jugend spielte Limaj zunächst für den SSV Ulm 1846, bevor er 2004 nach Berlin zog und dort die Jugendabteilungen vom 1. FC Neukölln, dem SV Lichtenberg 47, BFC Dynamo sowie Tennis Borussia Berlin durchlief. 2013 wechselte er in die Jugend von Energie Cottbus. 2015 schloss er sich der Regionalligamannschaft des Hamburger SV an. Sein Debüt in der Regionalliga gab er im August 2015, als er am zweiten Spieltag der Saison 2015/16 gegen den TSV Schilksee in der 64. Minute für Rafael Brand eingewechselt wurde.
Im Januar 2017 wechselte Limaj zum österreichischen Zweitligisten SV Horn, bei dem er einen bis Juni 2018 gültigen Vertrag erhielt. Sein Debüt in der zweiten Liga gab er im März 2017, als er am 22. Spieltag der Saison 2016/17 gegen den FC Blau-Weiß Linz in der 75. Minute für Ilja Antonov eingewechselt wurde.
Nach dem Abstieg aus der zweiten Liga wechselte Limaj im August 2017 nach Albanien zum Zweitligisten KS Bylis Ballsh. Im Juli 2018 ging er zum Erstligisten FK Kukësi. Mit dem Klub wurde er in seiner ersten Saison Albanischer Pokalsieger. In der Saison 2018/19 gab Limaj sein Debüt auf internationaler Klubebene in der Qualifikation zur UEFA Europa League gegen Debreceni VSC aus Ungarn. 2021 unterschrieb Limaj beim Hauptstadtklub KF Tirana.

## Erfolge
- Albanischer Pokalsieger: 2019
- Albanischer Meister: 2022
- Albanischer Superpokalsieger: 2022